# Erótica MTV
Erótica MTV foi um programa de televisão da MTV Brasil, exibido entre 1999 e 2001 O objetivo do programa era falar de sexo de forma relaxada e descontraída, esclarecendo os tabus do sexo e tirando dúvidas da plateia. Foi concebido pelo sexólogo Jairo Bouer, que foi o único apresentador fixo em três temporadas. Toda semana havia um convidado diferente. Em 2011 o programa voltou, mas exibia uma sequência de clipes com conteúdo erótico até o início de 2012.

## 1ª Temporada
Estreou em março de 1999 com apresentação de Babi Xavier e Jairo Bouer, sendo a temporada de maior sucesso, toda quarta às 21h40 ao vivo. Teve a temporada especial no verão 2000.

## 2ª Temporada
Com a saída de Babi, que foi comandar o Programa Livre no SBT, foram contratados Ludmila Rosa e Júlio Coimbra para a temporada 2000 que estreou em 1º de março. O médico Jairo Bouer continuou na atração.

## 3ª Temporada
Depois de quase um ano formando um trio, a temporada de 2001 estreia com Jairo Bouer e Tathiana Mancini em 7 de março. A MTV achava que a ideia da atração já tinha sido muito copiada por outras emissoras e decidiu tirá-la da programação de 2002. Com isso, no dia 28 de novembro de 2001 foi ao ar o último programa.